# Ferenc Fricsay
Ferenc Fricsay, född 9 augusti 1914 i Budapest, död 20 februari 1963 i Basel, var en ungersk dirigent.
Fricsay studerade i Budapest för Béla Bartók och Zoltán Kodály, vilkas musik han senare skulle bli en av de främsta uttolkarna av. Efter att med stor framgång ha verkat som dirigent i hemlandet under Andra världskriget, inledde han sin internationella karriär med ett framträdande vid Festspelen i Salzburg 1947, då han ersatte den insjuknade Otto Klemperer.
Fricsay innehade flera prestigefyllda poster och var en ofta förekommande gästdirigent vid många europeiska konsert- och operahus. Ett av hans mest uppmärksammade framträdanden var när han 1961 dirigerade Mozarts Don Giovanni vid invigningen av Deutsche Oper i Berlin. Vid sidan av Herbert von Karajan var han en av de dirigenter som förekom flitigast på Deutsche Grammophons inspelningar under 1950- och 1960-talen. Flera av dessa inspelningar fick internationella utmärkelser och står sig än i dag väl i jämförelse med modernare. Som exempel kan nämnas hans tolkning av Beethovens nionde symfoni med Berlinerfilharmonikerna och med bland andra Irmgard Seefried och Dietrich Fischer-Dieskau som solister, en inspelning som av många rankas som en av de bästa av detta verk under hela 1900-talet.

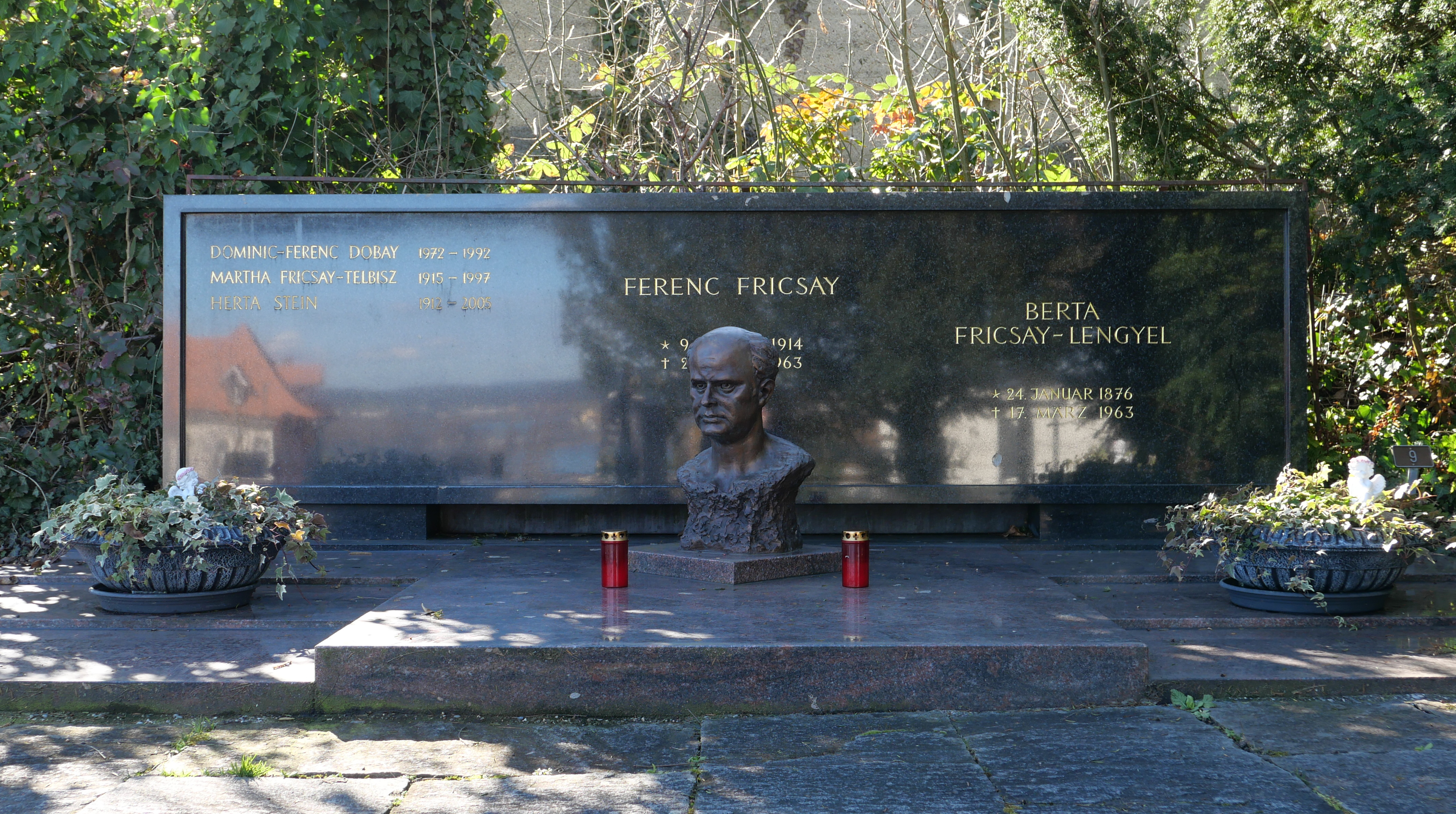
Graven 2024 med en byst av Fricsay och Bodensjön reflekteras i gravstenen.

Fricsay hittade sin sista viloplats på kyrkogården i Ermatingen i den schweiziska kantonen Thurgau, där familjen slog sig ner 1952. Hans mor Berta, född Lengyel (1876-1963), dog mindre än en månad efter Fricsay och begravdes i samma grav. Hans barnbarn Dominic-Ferenc Dobay (1972-1992), hans första fru Martha Fricsay-Telbisz (1915-1997) och Herta Stein (1912-2005) begravdes också på samma plats. 2015 förklarades graven av kommunen som ett minnesmärke som är skyddat från upplösning.